# تئوکبوکی
تئوکبوکی (به انگلیسی: Tteokbokki)؛ (به کره‌ای: 떡볶이)، همچنین شناخته شده با نام‌های دئوکبوکی، توپوکی و دوکبوکی، یک غذای محبوب سنتی کره‌ای ساخته شده از کیک برنج نرم به نام «تئوک»، کیک ماهی و نوعی رب فلفل قرمز شیرین به نام «گوچوجانگ» است. این غذا معمولاً از فروشندگان خیابانی یا دکه‌های سیار متداول در کره موسوم به پوجانگماچا خریداری می‌شود.
نام اصلی آن جیم تئوک (به انگلیسی: jjim tteok)؛ (به کره‌ای: 떡찜) بود که یک خوراک خوش‌طعم از برش‌های کیک برنج، گوشت، تخم مرغ و ادویه بود که ملایم پخته شده بود.

## نگارخانه

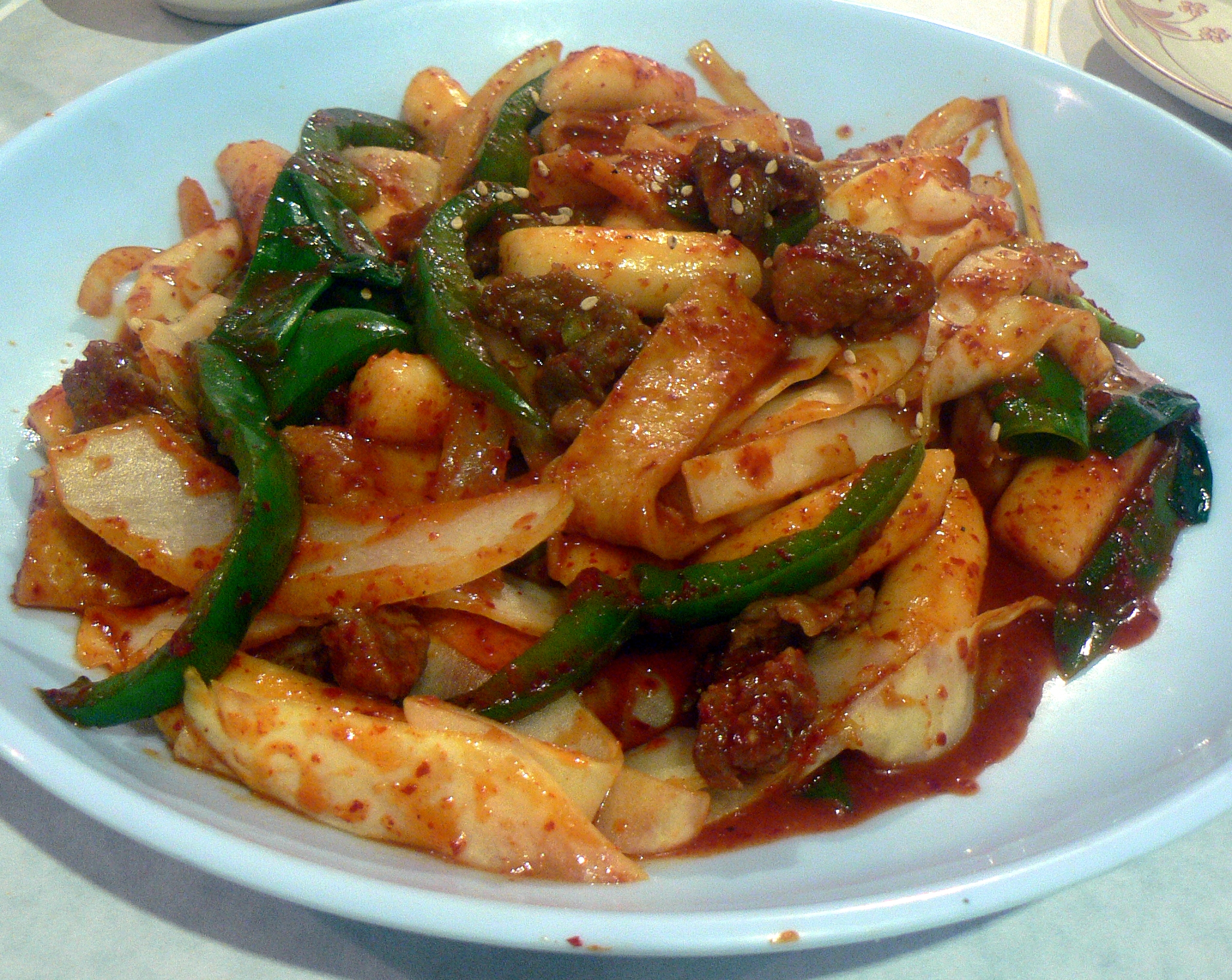
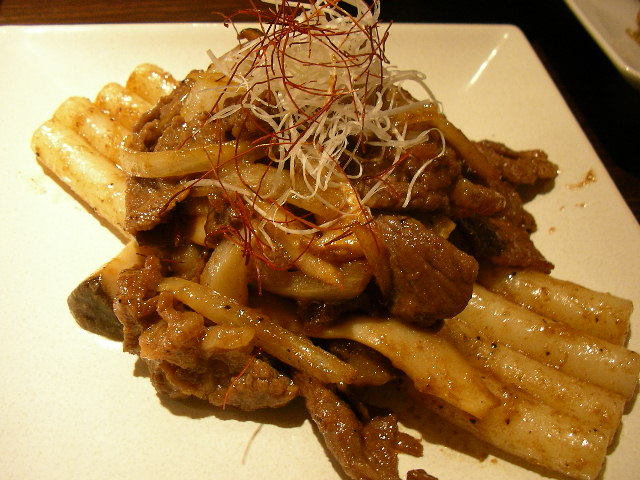
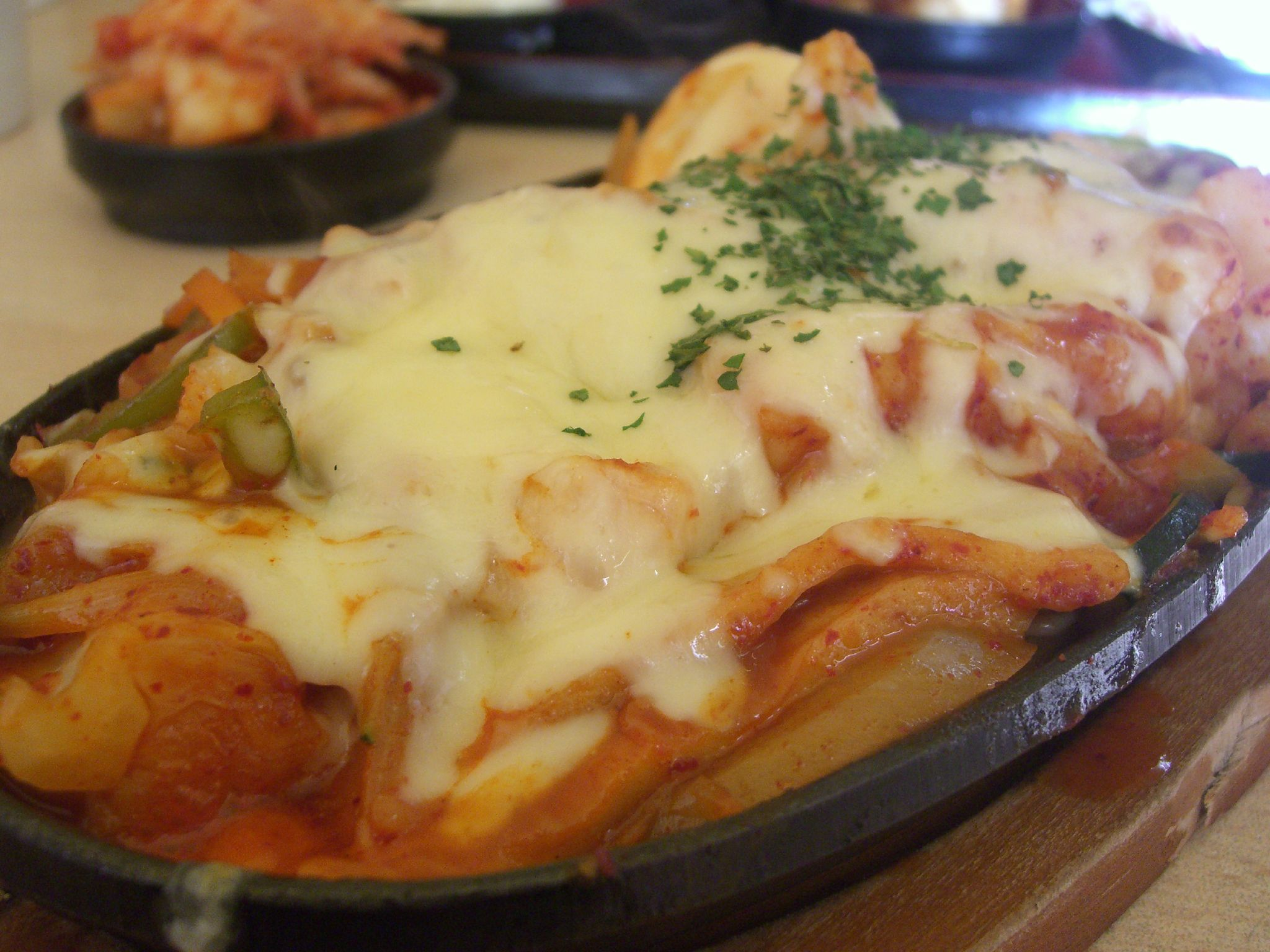
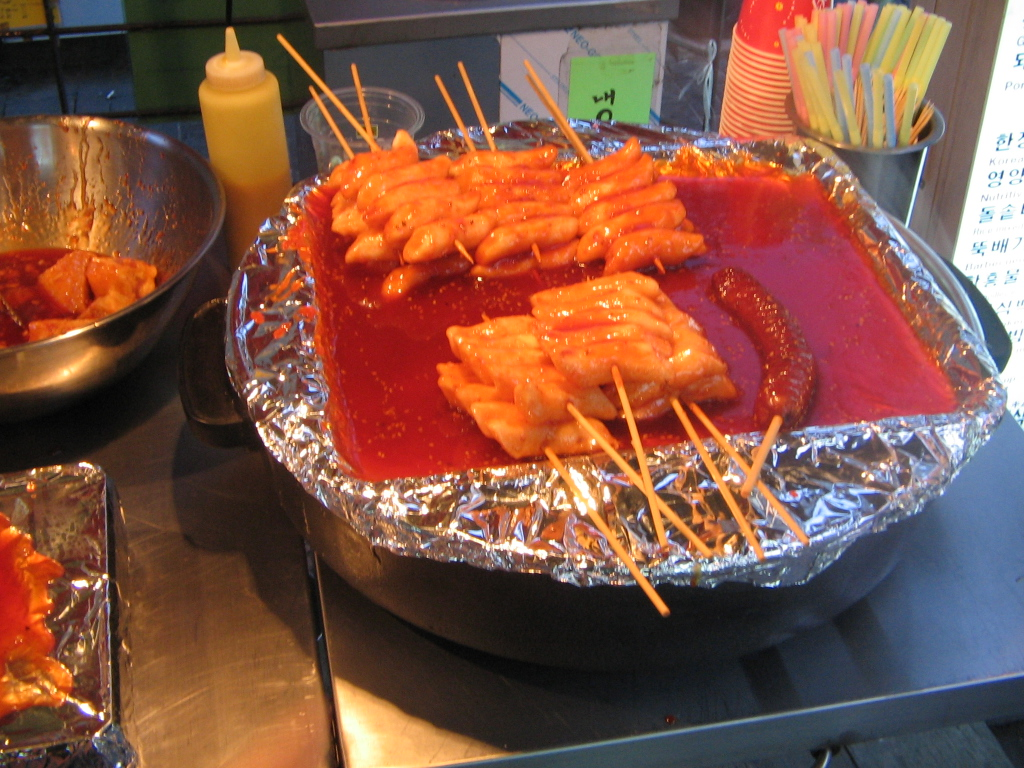
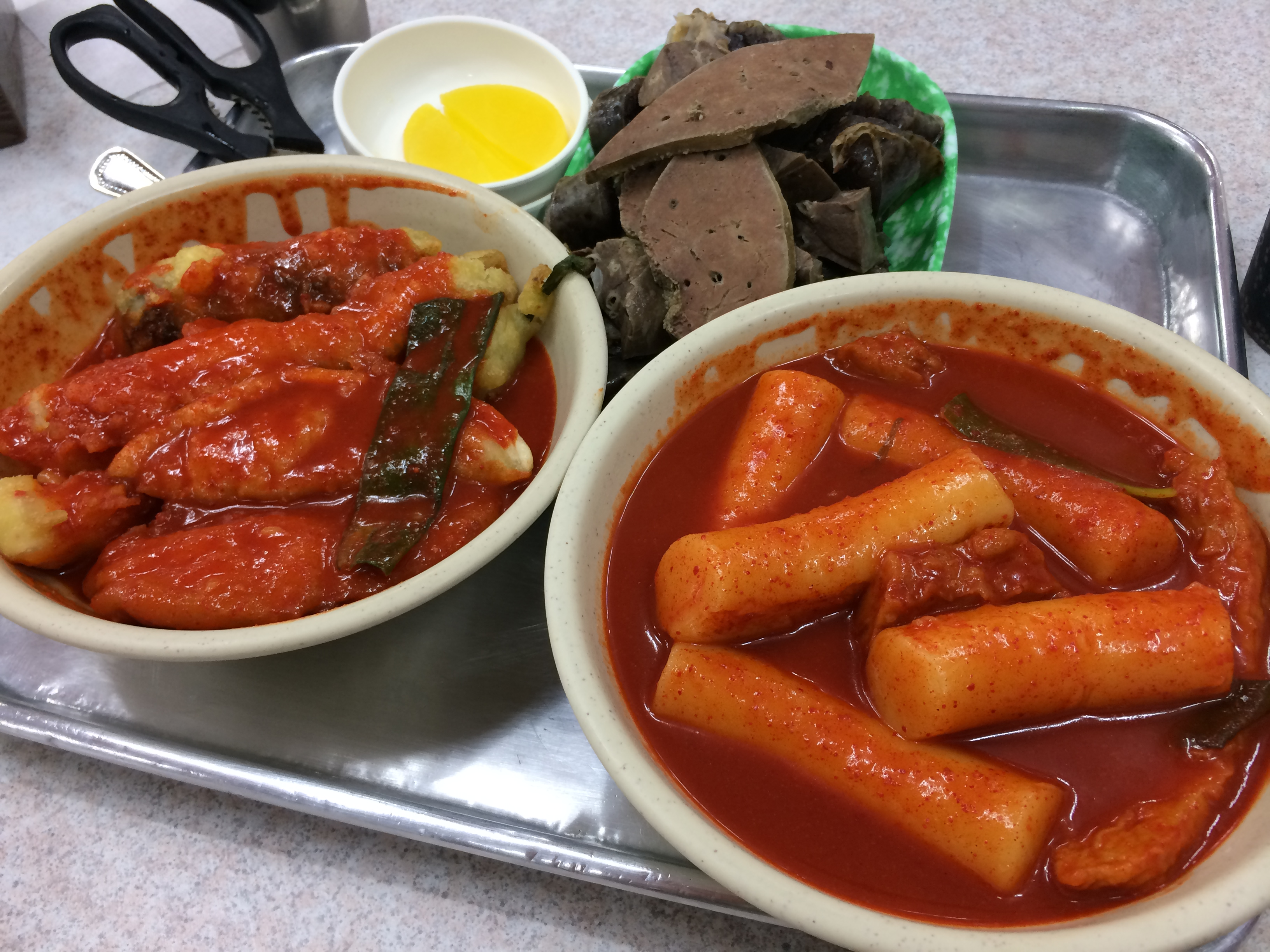